# Yuri Dolgoruki

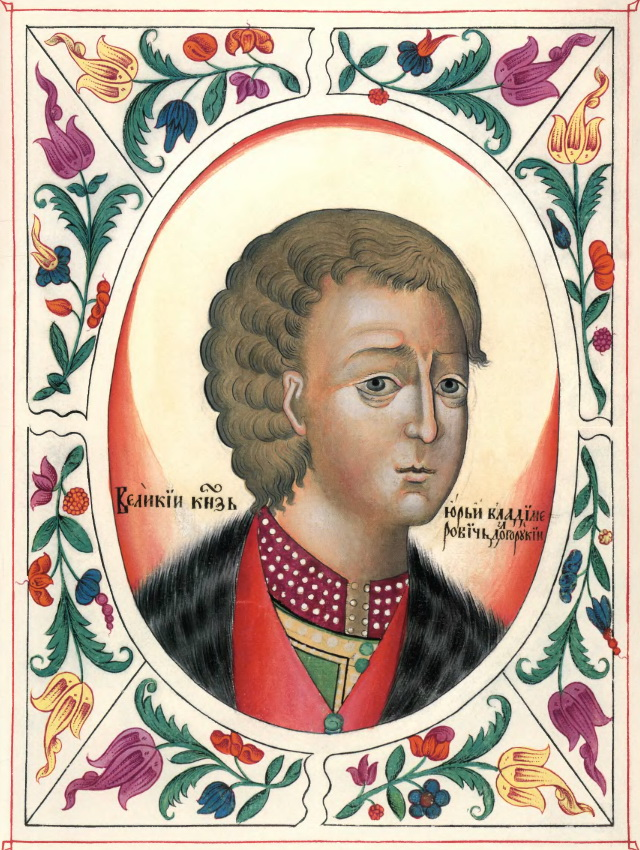
Príncipe Yuri Dolgoruki

Yuri I Dolgoruki (en ucraniano Юрій Довгорукий, «Yuri el del Brazo Largo»), también conocido como Jorge I de Rus', (h. 1099-15 de mayo de 1157) fue el fundador de Moscú y una figura clave en la transición del poder político de Kiev a Vladímir-Súzdal después de la muerte de su hermano mayor Mstislav el Grande. Reinó como Veliki Kniaz (Gran príncipe) de la Rus de Kiev desde septiembre de 1149 hasta abril de 1151 y luego otra vez desde marzo de 1155 a mayo de 1157.

## Actividades en Rostov y Súzdal
Yuri era el sexto hijo de Vladímir Monómaco. Aunque su fecha de nacimiento es dudosa, algunas crónicas sostienen que el hermano mayor de Yuri, Viacheslav, le dijo: «Soy mucho mayor que tú; ya tenía barba cuando tú naciste». Puesto que Viacheslav nació en 1083, esto hace que el nacimiento de Yuri ocurriera en torno a los años 1099-1100.
En 1108, Yuri fue enviado por su padre a gobernar en su nombre la vasta provincia de Rostov-Súzdal en el noreste de la Rus de Kiev. En 1121, se peleó con los boyardos de Rostov y trasladó la capital de sus tierras de esa ciudad a Súzdal. Como la región estaba poco poblada, Yuri fundó allí muchas fortalezas. Fundó las ciudades de Ksniatin en 1134, Pereslavl-Zaleski y Yúriyev-Polski en 1152, y Dmítrov en 1154. También se le atribuyen popularmente la fundación de Tver, Kostromá y Vólogda.
En 1147, Yuri Dolgoruki se entrevistó con Sviatoslav Ólgovich en un lugar llamado Moscú. En 1156, Yuri fortificó Moscú con murallas de madera y un foso. Aunque el asentamiento probablemente existió antes, a Dolgoruki a menudo se lo considera el «Fundador de Moscú». Su estatua reside en la plaza del Ayuntamiento en la capital de Rusia.

## Lucha por Kiev
Aunque se tomó gran interés en fortificar sus tierras septentrionales, Yuri aún ambicionaba el trono de Kiev. Es su activa participación en los asuntos meridionales lo que le valió el sobrenombre de «Dolgoruki», esto es, el del «Brazo Largo». Su hermano mayor Mstislav I de Kiev murió en 1132, y «las tierras de Rus se separaron», como dijo un cronista. Yuri al instante declaró la guerra a los príncipes de Chernígov, entronizó a su hijo en Nóvgorod y capturó el Principado de Pereyáslavl. Los novgorodianos, sin embargo, lo traicionaron, y Yuri se vengó tomando su fortaleza clave, Torzhok.
En 1147, Dolgoruki retomó su lucha por Kiev y dos años más tarde la capturó, pero en 1151 fue expulsado de la capital de la Rus de Kiev por su sobrino, Iziaslav Mstislávich. En 1155, Yuri recobró de nuevo Kiev. Su repentina muerte, sin embargo, encendió un alzamiento anti-suzdaliano en Kiev. Yuri Dolgoruki fue enterrado en la Iglesia del Salvador en Bérestove, en Kiev, pero su tumba está vacía.

## Matrimonios e hijos
La Crónica de Néstor señala que el primer matrimonio de Yuri aconteció el 12 de enero de 1108. Su primera esposa era hija de Aepa Osenev (en), kan de los cumanos. Su padre fue Osen (ru). Su pueblo pertenecía a los kipcháks, una confederación de guerreros de origen túrquico.
Su segunda esposa, Helena, lo sobrevivió y se trasladó a Constantinopla. Su ascendencia es desconocida, pero Nikolái Karamzín fue el primero en formular la teoría de que Helena estaba regresando a su ciudad natal. Desde entonces se ha dicho que era de la familia de los Comneno que gobernaba el Imperio bizantino a lo largo de la vida de Yuri. Se ha tendido a identificarla con Helena Comnena, una hija de Isaac Comneno. La identificación haría de ella nieta de Alejo I Comneno e Irene Ducas.
Yuri tuvo al menos quince hijos. Las identidades de las madres no se saben con seguridad. Los siguientes están considerados hijos mayores y usualmente se atribuyen a la primera esposa:
- Rostislav Yúrievich, príncipe del Principado de Pereyáslavl (m. 6 de abril de 1151).
- Iván Yúrievich, príncipe de Kursk (m. 24 de febrero de 1147).
- Olga Yúrievna (m. 1189). Se casó con Yaroslav Osmomysl.
- Andréi Bogoliubski (1111-28 de junio de 1174).
- María Yúrievna. Se casó con Oleg Sviatoslávich, príncipe de Nóvgorod-Síverski.
- Sviatoslav Yúrievich (m. 11 de enero de 1174).
- Yaroslav Yúrievich (m. 12 de abril de 1166).
- Gleb de Kiev (m. 1171).
- Borís Yúrievich, príncipe de Belgorod y Turau (m. 12 de mayo de 1159).
- Mstislav Yúrievich, príncipe de Nóvgorod (m. 1166).
- Vasilko Yúrievich, príncipe de Súzdal (depuesto en 1161).

Los siguientes hijos son considerados más jóvenes y tradicionalmente se atribuyen a la segunda esposa:
- Miguel de Vladímir (m. 20 de junio de 1176).
- Vsévolod el Gran Nido (1154-12 de abril de 1212).
- David Yúrievich.
- Yaropolk Yúrievich.

## Monumentos
Los moscovitas han venerado la memoria de Yuri como el legendario fundador de la ciudad. Su santo patrón, San Jorge aparece en el escudo de Moscú matando a un dragón. En 1954, se le erigió un monumento en la calle Tverskaya de Moscú, la principal avenida de la ciudad, en frente del ayuntamiento de Moscú.
La imagen de Dolgoruki se estampó en la Medalla Conmemorativa del 800º Aniversario de Moscú, introducida en 1947.
El submarino nuclear Yuri Dolgoruki ha sido bautizado en su nombre.